# IBSスーパーサッカー
『IBSスーパーサッカー』（アイビーエススーパーサッカー）は、LuckyFM茨城放送がラジオ番組として放送するJリーグ中継である。

## 概要
茨城県にホームタウンがある鹿島アントラーズと水戸ホーリーホックのホームでの主催試合を年に数回、主に土曜・日曜の昼間に実況放送する。鹿島アントラーズの主催試合については基本的にホーム開幕戦とシーズン終盤のホームゲームを必ず中継し、シーズン中盤でも特に注目するカード等を中継することがある。かつてはナイトマッチの試合も中継し、『IBSダイナミックナイター』の枠内でも放送していた。

## 出演者

### 解説
- 大野俊三 - 主に鹿島アントラーズ戦の主催試合の解説を担当。大野が解説を担当する前には、鹿島アントラーズのチームスタッフが解説を担当していた。
- 森直樹 - 主に水戸ホーリーホック戦の主催試合の解説を担当。
- 樹森大介 - 主に水戸ホーリーホック戦の主催試合の解説を担当。

### 実況
- 古瀬俊介
- 田中正史

### ピッチサイドリポーター
- 阿部重典
- 鹿原徳夫
- 渡辺美奈子

## 主なエピソード
- 試合全体を生中継できない場合には部分中継と題し、土曜日の『さてはとことん恭ノ介』（現在の『恭ノ介のココで語れば』）内で数分おきに放送していた。
- また、部分中継よりも放送時間が短い「ミニレポート」というコーナーもかつてあり、『恭ノ介の天下御免』内で主に関東地区のアウエーでの試合に古瀬が赴いてレポートしていた。
- 2000年11月8日の対清水エスパルス戦と、同年12月9日のチャンピオンシップ第2戦、横浜F・マリノス戦は国立競技場からの実況中継だった。これは、鹿島アントラーズのホームスタジアムのカシマサッカースタジアムが改修工事で使用できなかったためである。
- カシマサッカースタジアムの杮落とし試合となった2001年5月19日の対柏レイソル戦では、土浦中継局が落雷の被害に遭い、数分間音声が聞けなくなる事態となった。また、この試合は延長戦に突入したが、茨城放送では延長オプションを取っておらず、一旦17:55で中継を終了し、18:00からの『日産イブニングウェーブ』内でまた再び現地から中継を開始し、鹿島のVゴールの瞬間を放送することができた。
- 近年は[いつ?]ほぼ毎年ホーム開幕戦は実況中継していたが、2009年のホーム開幕戦の浦和レッズ戦は諸事情により中継されなかった。
- 2010年には、鹿島アントラーズの主催試合は1試合も中継されなかった。その反面、水戸ホーリーホックの試合は5月29日のジェフ千葉戦と10月31日の柏レイソル戦を2試合を中継した。
- 2015年のホーム開幕戦は鹿島アントラーズ戦はフル中継。水戸ホーリーホックは部分中継という形で放送された。